# Pisjtjana
Pisjtjana (ukrainska Піщана) är en by i Odessa oblast i Ukraina. Byn hade 4 000 invånare år 2025.